# Belfast Telegraph
Belfast Telegraph jsou noviny vycházející v severoirském městě Belfast. Vlastníkem je společnost Independent News & Media. Původně vznikly pod názvem Belfast Evening Telegraph v roce 1870, kdy je založili bratři William a George Bairdovi. Koncem dvacátého století se každý den prodalo přes 100 000 výtisků, což však v následujících letech klesalo, ale ještě v roce 2013 šlo o nejprodávanější severoirské noviny. V roce 2012 byl Belfast Telegraph jmenován nejlepšími britskými regionálními novinami společností editorů regionálního tisku.